# Miss Slovenije 1993
Miss Slovenije 1993 je bilo lepotno tekmovanje, ki je potekalo v soboto, 25. septembra 1993, v veliki dvorani Grand hotela Metropol v Portorožu.
Organiziral ga je Zdravko Geržina iz mariborske agencije Geržina Videoton v sodelovanju s Slovenskimi novicami (pred njimi je bil to mariborski Kaj) in sponzorji.
Vodil ga je Janez Dolinar.Tekmovalke so se pokazale v športnem oblačilu, svečani obleki in kopalkah.
Ker je TV Slovenija skrajšala prenos prireditve na 65 minut, je nastopilo 12 deklet in ne 15, kot prejšnje leto.

## Uvrstitve in nagrade
Nagrade so bile vredne okoli 100.000 nemških mark.
- Miss Slovenije 1993, Metka Albreht, je prejela športni avto alfa spider – izročil ji ga je Matjaž Tomlje iz podjetja Walter Wolf.[1]

- 1. spremljevalka, Tanja Krstič, je dobila nakit italijanske znamke Damiani, dobila je tudi naziva Miss Casino (izbirala strokovna žirija) in Miss fotogeničnosti (izbiralo 12 poklicnih fotoreporterjev) – s tem je dobila možnost predstavljanja Casinoja Portorož in znamke Damiani.[4][1]

- 2. spremljevalka, Sergeja Heric, je dobila uro, prav tako znamke Damiani.[4][1]

## Finalno tekmovanje

### Tekmovalke
- Katja Tomič, Kočevje[1]

- Metka Albreht, 18 let, dijakinja, Postojna[1][4]

- Andreja Petrovič, 20 let, študentka ekonomije in voditeljica na Koroškem Radiu, Velenje[6]

- Maddalena de Andrea, Koper[3]

- Janja Bočko

- Simona Bohak, Slovenska Bistrica[7]

- Majda Garibovič

- Sergeja Heric, 18 let, Maribor[1]

- Tanja Krstič, 21 let, študentka ekonomije, Maribor[1]

- Mirjam Poterbin, 19 let, Ljubljana[8]

- Katarina Strgar, 21 let, krupjejka, Javornik pri Jesenicah[9]

- Dijana (Diana) Zrimšek, Kamnik[8]

Vir

### Urnik tekmovalk
- Torek: Tekmovalke so se zbrale v Delovi zgradbi v Ljubljani, z organizatorji so šle v prodajalno podjetja Labod po svečana oblačila (Lojze Kopina iz tega podjetja je poskrbel za njihov izgled v 2. izhodu).[1] V Portorožu so se nastanile v depandansah Roža Hotela Metropol.

- Sreda: Njihove frizerke so bile iz salona Nadja iz Izole, naličila pa jih je Breda Pinterič, 2. spremljevalka na tekmovanjih Miss Slovenije 1966 in 1967.[11][12] Predstavile so se na tiskovni konferenci in pozirale so pred fotografi. Direktor podjetja Walter Wolf Trading, Matjaž Tomlje, jih je potem z gliserjem popeljal po morju.

- Četrtek: Pripravljale so koreografijo pod vodstvom Marjana Podlesnika iz Maribora,[3] nato so odšle v Lipico, kjer so snemale za tamkajšnji Casino in se vozile s kočijami.

- Petek: Nastop in predstavitev osebnosti pred žirijo, odgovarjanje na vprašanja žirantov.

- Sobota: Ureditev za večerni nastop in vaje.

Vir

### Strokovna žirija
Strokovna žirija je imela devet članov, med njimi igralca Borisa Cavazzo, slikarja Apolonia, pevko Heleno Blagne, lansko miss Slovenije Natašo Abram, predsednik žirije je bil direktor Casinoja Portorož Ernest Dobravc.

### Glasbeni gostje
Nastopili so Andrej Šifrer, Štajerskih 7, Čuki, Tomo in Benč (Janez Bončina – Benč in Tomo Jurak), Aleksander Mežek, Janko Ropret in Big Ben.

### Težave na prireditvi, kritike, komentar Zdravka Geržine in izkušnja zmagovalke
Na tekmovanju je Metka Albreht dobila žulje. Bila je brez vozniškega izpita, zato je avto odpeljal njen fant. Kot dijakinja je morala šolo prilagoditi novim obveznostim. Zdravko Geržina je izrazil upanje, da bo Albrehtova dobila spremljevalca za potovanje in da ne bo kot Nataša Abram, ki je sama delila prospekte in njegovih 50 videokaset. Prvega novembra je odšla v London, od tam pa v Južnoafriško Republiko (finale je bilo 27. novembra v letovišču Sun City).
Fotografiranje v kopalkah je odpadlo, ker so bile tekmovalkam prevelike. Bile so težave s pretesnimi čevlji in velikostjo večernih oblačil. Novinarji so kritizirali neokusne kopalke, ponesrečen jeans in zastarele obleke.
Heleno Blagne je motilo, da tekmovalke ne povedo ničesar o sebi in da samo hodijo. Eden od prisotnih novinarjev je kritiziral glasbo (zbledele zimzelene pesmi) in omenil slabo vzdušje in sicer, da so gostje vso stvar videli, pojedli, popili in odšli. Bile so tudi opazke glede zmagovalkine višine, nedozorelosti in netipično slovenskega videza, okrnjene minutaže, nerodnega voditelja, neopaznosti lanske zmagovalke Nataše Abram in povprečnosti kraja prireditve kljub zvenečemu imenu.
Podjetja niso kazala interesa za trženje izdelkov z udeleženkami in ni bila vključena tudi osrednja turistična republiška organizacija.
Bilo je 17 predizborov s 300 prijavljenimi dekleti in 2 polfinali. Začeli so se prejšnje leto pozimi v zimsko-športnih središčih in zdraviliščih.

### Gorenjska

#### 1. gorenjski predizbor – Miss Gorenjske
Prireditev Miss Gorenjske se je odvila na kranjskem letnem bazenu v soboto, 10. julija 1993. Nastopili so glasbena skupina California in zmagovalni par državnega prvenstva v rock’n’rollu, agencija Artist Trade pa je pripravila modno revijo.
Člani žirije so bili Iztok Kraševec (predsednik Vaterpolo zveze Slovenije), Daja Čuk iz podjetja Omnia Sport, Janez Kadivec, lastnik podjetja Subaru Hyunday iz Šenčurja, ter Jasmin Avdič, predsedoval pa ji je fotograf Gorenjskega Glasa Gorazd Šinik.
Tekmovalo je 14 deklet, predstavila so se v večernih oblekah in kopalkah. Zmagala je Katarina Strgar (21 let, krupjejka v igralnici v Kranjski Gori) z Javornika pri Jesenicah, prva spremljevalka je bila Katja Tomič, druga spremljevalka pa Tina Vrhovnik.
Zmagovalka je prejela teden dni počitnic v Rovinju.

#### 2. gorenjski predizbor – Miss Skala
Bil je v nedeljo, 22. avgusta 1993 v Diskoteki Skala v Preddvoru. Žirija je bila sestavljena iz pokroviteljev prireditve.
Bilo je 12 tekmovalk, zmagala je Mirjam Poterbin iz Ljubljane, prva spremljevalka je bila Diana Zrimšek iz Kamnika, druga spremljevalka pa Jasna Džombić iz Mojstrane.
Po nastopu je bila pogostitev v restavraciji Tilia na Jesenicah, zmagovalka je dobila nagradno potovanje v Španijo.

### Miss Koroška
Organizatorja sta bila Guštanj d.o.o. (Milan Kamnik iz Dua Kora, upravljavec letnega kopališča na Ravnah) in Koroški Radio (Franjo Murko, direktor). Licenca za organizacijo je prireditelje stala 2500 mark. Zmanjkalo je piva in bile so pritožbe zaradi hrupa.
Voditelja sta bila Tomaž Ranc in Dušan Stojanovič.
Nastopili so Plava trava zaborava, Irena Vrčkovnik, Miran Rudan, skupina Vindy in Duo Kora. Žiriji predsedoval Niko R. Kolar.
Bilo je dvanajst tekmovalk. Zmagala je Andreja Petrovič, ki je bila tudi prejšnje leto finalistka Miss (na Bledu) in druga spremljevalka Miss Koroške. Prva spremljevalka je postala Katja Hafner z Raven (dijakinja strojno-tehnične šole), ki jo je zaradi prenizke starosti nadomestila Vlasta Jevnišek iz Žalca, ki je bila prejšnje leto prva spremljevalka. Druga spremljevalka je postala Barbara Peterkovič iz Ljubljane, modna kreatorka in manekenka za galerijo Royal v Ljubljani.

### Miss Slovenskih Konjic
Tekmovanje je bilo v petek, 20. avgusta 1993, na Starem trgu v Slovenskih Konjicah, pripravilo ga je uredništvo Konjiških novic. 
Tekmovalo je 16 deklet, med njimi le 3 domačinke. Zmagala je Vlasta Jevnišek iz Žalca, prva spremljevalka je bila Mirjam Poterbin iz Ljubljane, druga spremljevalka pa Tamara Kovše iz Zreč.

### Miss Celje
Tekmovanje je bilo na Dobrni, v hotelu Toplice, v petek, 20. avgusta 1993.
Organizirala sta ga Novi tednik in Radio Celje. Žirijo je vodil Roman Gracer, direktor Miroteksa, člani žirije so bili novinarka Vida Petrovčič, Mitja Umnik, glavni in odgovorni urednik Radia Celje, Franc Pangerl, direktor Celjskega sejma in Nataša Okrožnik, predstavnica Zdravilišča Dobrna. Nastopili so celjska skupina Oliver Twist, Tomaž Domicelj s skupino Triglav in Jan Plestenjak. Voditelja sta bila Ida Baš in Theo Bostič.
Tekmovalo je deset deklet. Dva tedna jih je Inge Priganica učila pravilnega gibanja. Predstavile so se v dnevnih oblačilih, v oblekah studia Zlati D iz Žalca in v kopalkah podjetja Miroteks iz Celja.
Miss Celja je postala Nataša Dobelšek iz Letuša (15 let, Srednja ekonomska šola v Celju), prva spremljevalka Sergeja Štefančič iz Celja, druga spremljevalka pa Lidija Pratnemer iz Slovenskih Konjic.
Zaradi starostne meje 17 let so bile za nadaljnje tekmovanje določene Lidija Pratnemer, Sandra Andrašič (Šentjur) in Marjana Kolar (Šentjur).

## Polfinale

### 1. polfinale
Bilo je v petek, 3. septembra 1993, v Medijskih Toplicah.

### 2. polfinale
Bilo je v petek, 10. septembra 1993, v Leskovcu pri Krškem, v diskoteki Pacific. Voditelj je bil Bogdan Barovič, nastopil pa je glasbenik Vladimir Kočiš – Zec.
Na njem je tekmovalo 20 deklet v lastnih oblačilih, večernih oblekah in kopalkah. Predstavila sta se tudi butika La Miriam iz Maribora in Škorenjček iz Litije.
V finale se je uvrstilo 5 deklet: Sergeja Heric (Maribor), Metka Albreht (Postojna), Simona Bohak (Slovenska Bistrica), Majda Garibovič in Andreja Petrovič. Poleg tega so izbirali še miss diskoteke: Zmagala je Sergeja Heric (dobila je motorno kolo Yamaha), prva spremljevalka je bila Metka Albreht (dobila je zlato ogrlico), druga spremljevalka pa Simona Bohak (dobila je TV sprejemnik).